# 에딘버러 왕립학회

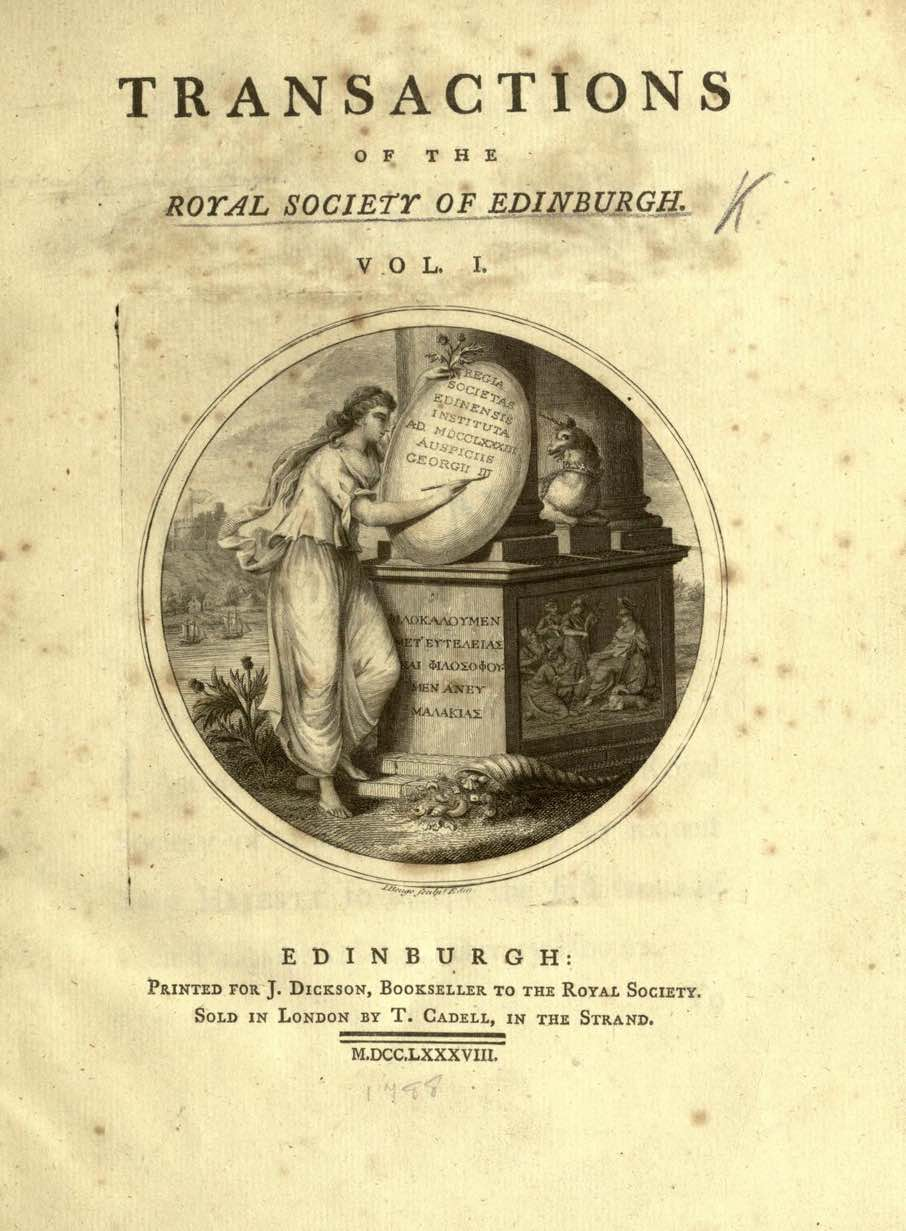
1788년 《에딘버러 왕립학회 저널 회보》의 표지. 이것은 제임스 허튼이 《지구론》(Theory of the Earth)을 발표한 호이다.

에딘버러 왕립학회 (Royal Society of Edinburgh, RSE)는 스코틀랜드의 국립 과학문학 학회이다. 완전히 독립적이고 당파적이지 않은 방식으로 운영되며 스코틀랜드 전역에 공공 혜택을 제공하는 등록된 자선 단체이다. 1783년에 설립되었다. 2021년 기준으로 약 1,800 명의 회원이 있다.
이 학회에서는 문학, 역사를 포함하여 런던 왕립학회보다 더 광범위한 분야를 다루고 있다. 회원으로는 과학 및 기술, 예술, 인문학, 의학, 사회과학, 비즈니스, 공공 서비스 등 다양한 분야의 사람들이 포함되어 있다.

## 역사

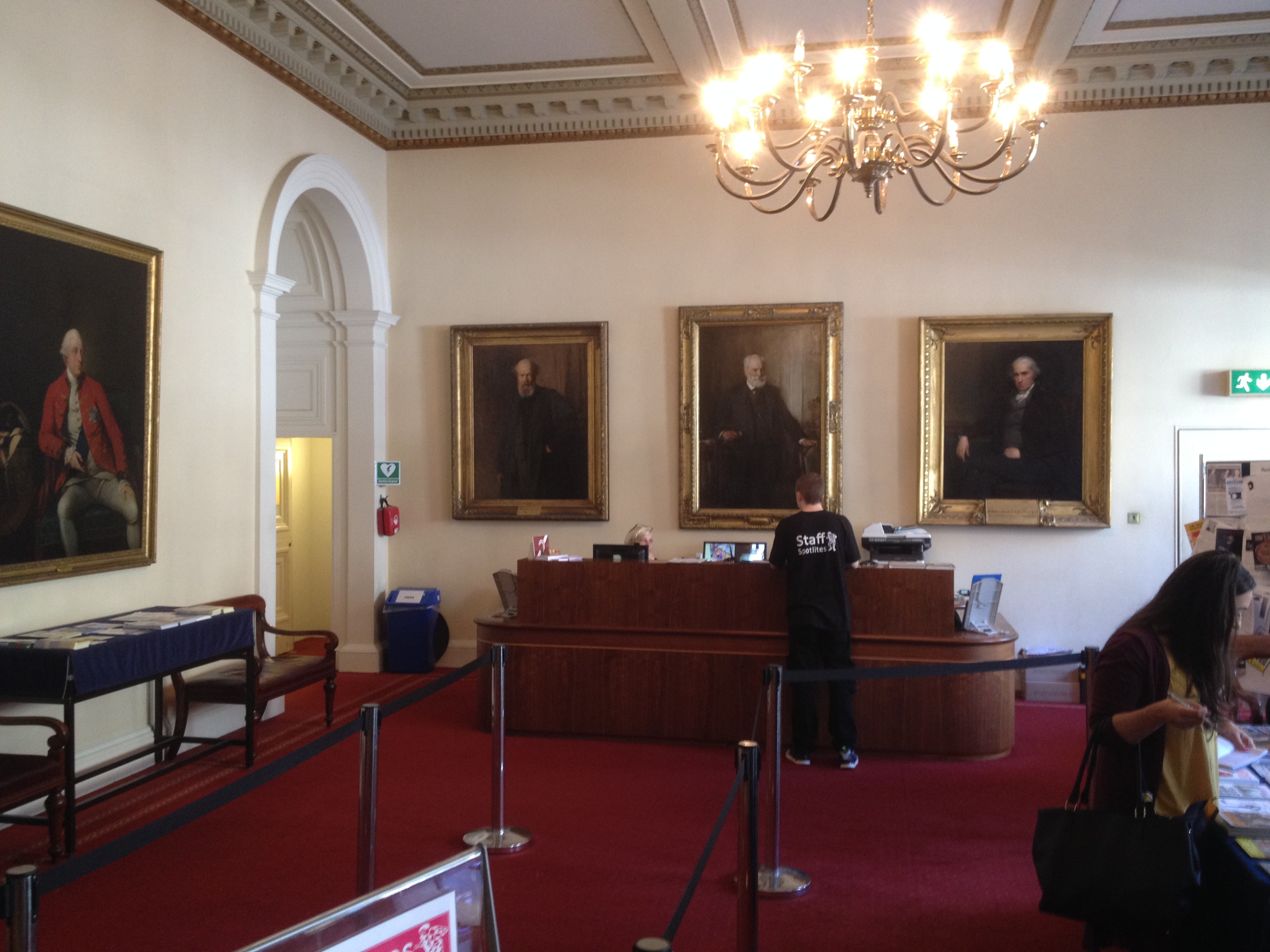
에버러 왕립학회 건물 프론트 홀

18세기 초 에딘버러의 지적 환경에서 많은 클럽과 학회가 육성되었다 (스코틀랜드 계몽주의 참조). 예술, 과학 및 의학을 다루는 여러 기관이 있었지만 가장 유명한 것은 1731년 수학자 콜린 매클로린이 공동 창립한 〈에딘버러 의학 학회〉라고 불리는 의학 지식 개선을 위한 학회였다. 매클로린은 의학 학회의 전문적 성격에 만족하지 않아, 1737년에 새롭고 더 넓은 학회로 〈예술과 과학 특히 자연 지식의 향상을 위한 에딘버러 예술 및 과학 학회〉가 전문 의학 학회로부터 분리되었는데 이 학회는 나중에 〈왕립 의학 학회〉가 되었다. 이 어색한 이름은 이듬해 〈에딘버러 철학 학회〉 (Edinburgh Philosophical Society)로 변경되었다. 조지프 블랙, 윌리엄 쿨렌 (William Cullen), 존 워커 (John Walker)와 같은 에딘버러 대학교 교수들의 도움으로 이 학회는 1783년에 에딘버러 왕립 학회로 변모했으며 1788년에는 새로운 저널인 《에딘버러 왕립학회 회보》의 창간호를 발행했다. 세기말이 가까워지자 제임스 홀과 같은 젊은 회원들은 라부아지에의 새로운 명명법을 수용했고 회원들은 학회의 실천적, 이론적 목표에 대해 분열했다. 이로 인해 스코틀랜드의 취약한 농업 및 산업 기반을 개선하는 데 사용할 수 있는 자연사와 과학 연구에 더 중점을 두는 병행 학회인 웨네리언 학회(Wernerian Society, 1808~58)가 설립되었다. 로버트 제임슨 교수의 지도 아래 웨네리언들은 《웨네리언 자연사 학회 비망록》 (1808~21)과, 1822년에 《에딘버러 철학 저널》(이는 1826년 말부터는 《에딘버러 신 철학 저널》이 되었다)을 창간하여 학회의 《회보》(transaction)를 분리하였다. 따라서 19세기 첫 40년 동안 RSE 회원들은 두 개의 서로 다른 저널에 논문을 게재하였는데 1850년대에 다시 하나의 저널 밑으로 회원을 통합했다. 19세기 동안 학회에는 현대 과학의 기초를 놓은 아이디어를 가진 많은 과학자들이 있었다. 20세기부터 이 협회는 스코틀랜드의 저명한 과학자들뿐만 아니라 예술과 인문학의 중심지 역할을 했다. 이는 오늘날에도 여전히 존재하며 스코틀랜드에서 독창적인 연구를 계속 장려하고 있다. 2014년 2월, 소셀린 벨 버넬 데임(Dame)이 학회 최초의 여성 회장으로 발표되어 10월에 취임했다.

### 스코틀랜드 영 아카데미
스코틀랜드 영 아카데미는 2011년 RSE에 의해 설립되었다. 스코틀랜드의 가장 광범위한 분야와 지역의 젊은 전문가(20대 중반~40대)를 모아 스코틀랜드가 직면한 과제에 대한 아이디어와 방향을 제시하는 것을 목표로 하고 있다. 회원은 대략적으로 여성과 남성으로 구성되며, 임기는 5년이며, 2년마다 지원자 중에서 선출되는데, 2021년에는 134명의 회원이 있다.

### 소재지

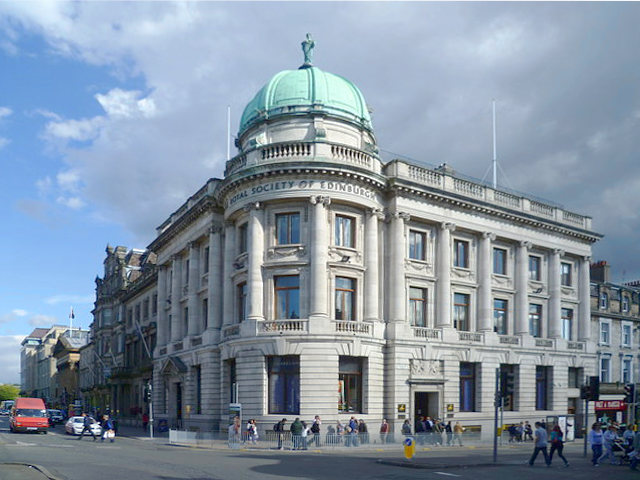
에딘버러 뉴타운의 조지 스트리트(George Street)와 하노버 스트리트(Hanover Street) 교차점에 있는 왕립학회 건물

에딘버러 왕립학회는 다음과 같은 여러 장소에 소재해 있다:
- 1783년~1807년 – 에딘버러 대학교 대학 도서관
- 1807-1810 – 의사 홀, 조지 스트리트 ; 에딘버러 왕립의사협회 본거지
- 1810-1826 – 40-42 조지 스트리트; 1813년부터 스코틀랜드 골동품 협회 와 공유됨
- 1826-1908 – 마운드에 있는 왕립 연구소(현재는 왕립 스코틀랜드 아카데미 건물이라고 함); 처음에는 제조 위원회 (소유자), 스코틀랜드 미술 장려 기관 및 스코틀랜드 골동품 협회와 공유했다.
- 1908-09 – 하이 스쿨 야드에 있는 대학 건물
- 1909년~현재 – 스코틀랜드 사무소로부터 £25,000의 보조금을 받아 에딘버러 생명보험 회사 (Edinburgh Life Assurance Company)에서 구입한 22–24 George Street

## 수상 및 메달

### 회원
에딘버러 왕립학회 회원 자격은 그 자체로 하나의 상인데, 이에 의하여 회원은 자신의 공식 직위명에 성명 부기 문자(post-nominal letters) FRSE를 사용할 수 있는 권한이 부여된다.

### 왕실 메달
왕립 메달(Royal Medal)은 매년 생명 과학, 물리 및 공학 과학, 예술, 인문학, 사회 과학 또는 비즈니스 및 상업 분야에서 뛰어난 성과와 국제적 명성을 얻은 스코틀랜드 관련 사람들에게 수여된다.
이 메달은 2000년에 엘리자베스 2세 여왕이 제정했으며 발표를 하려면 여왕의 허가가 필요했다.
과거 수상자는 다음과 같다:
- 2020: Peter Kennedy
- 2019: Nicola Benedetti
- 2018: David Climie, Richard Henderson and Thea Musgrave
- 2017: Tessa Holyoake[12]
- 2016: James Hough and Angus Stewart Deaton
- 2015: No award
- 2014: W. B. Kibble and Richard G. Morris[13]
- 2013: John Cadogan, Michael Ferguson and Ian Wood[14]
- 2012: David Milne and Edwin Southern[15]
- 2011: Baroness Helena Kennedy, Noreen Murray and Desmond Smith[16]
- 2010: Fraser Stoddart and James MacMillan
- 2009: James Mirrlees, Wilson Sibbett, and Karen Vousden
- 2008: Roger Fletcher, Richard Holloway, and David Lane
- 2007: David Carter, John David M H Laver, and Thomas F. W. McKillop
- 2006: John M. Ball and David Jack
- 2005: David Edward and William G. Hill
- 2004: Philip Cohen, Neil MacCormick, and Robin Milner
- 2003: Paul Nurse, James Mackay and Michael Atiyah
- 2002: Alfred Cuschieri, Alan Peacock, and John R Mallard
- 2001: James Black, Tom Devine, and A Ian Scott
- 2000: Kenneth Murray, Peter Higgs, and Walter Perry

### 켈빈 경 메달
켈빈 경 메달(Lord Kelvin Medal)은 물리, 공학, 정보과학 분야의 수석상이다. 매년 국내외적으로 뛰어난 업적을 달성하고 연구 및 학문의 보급을 통해 더 넓은 사회에 공헌한 사람에게 수여된다. 수상자에게는 은메달이 수여되며 스코틀랜드에서 공개 강연을 해야 한다. 이 상의 이름은 유명한 수리 물리학자이자 공학자이자 글래스고 대학의 자연 철학 교수였던 1대 켈빈 남작 (1824~1907)의 이름을 따서 명명되었다. 시니어 수상자들은 스코틀랜드와 관련이 필요하지만 자신의 근거지를 세계 어느 곳에나 둘 수 있다.

### 키이스 메달
키이스 메달 (Keith medal)은 역사적으로 학회의 과학 저널에 발표된 과학 논문에 대해 4년마다 수여되었으며, 발견을 포함하는 논문에 우선권이 주어졌다. 수학이나 지구 및 환경 과학에 관한 논문에 교대로 수여ehlsek. 이 메달은 학회의 첫 번째 재무총무이었던 더노타르의 알렉산더 키이스가 자신의 유산을 물려받은 결과로 1827년에 설립되었다.

### 레이디 마가렛 모아르 메달(이전의 막두갈 브리즈번 상)
레이디 마가렛 모아르 메달 (Lady Margaret Moir medal)은 초기 경력 연구자의 물리, 공학, 정보 과학(수학 포함) 분야에서 뛰어난 업적을 인정한 것이다. 수상자들은 스코틀랜드 관련성이 필요하지만 세계 어느 곳에나 자신의 근거지를 둘 수 있다. 이 상은 오랫동안 학회의 제4대 회장이었던 토마스 맥두갈 브리즈번(Thomas Makdougall Brisbane)에 의해 1855년에 창설되었다. 이 메달은 스코틀랜드 과학에 대한 마가렛 모이어의 공헌을 반영하여 2022년에 이름이 변경되었다.

### 거닝 빅토리아 주빌리 상
거닝 빅토리아 주빌리 상 강연직 (Gunning Victoria Jubilee Prize Lectureship)은 스코틀랜드에 거주하거나 스코틀랜드와 관련된 과학자들의 독창적인 연구를 인정하는 4년마다 수여되는 상이다. 이 상은 평생을 브라질에서 보낸 스코틀랜드의 외과의사이자 기업가이자 자선가인 로버트 할러데이 거닝에 의하여 1887년에 창설된 상이다.

## 브루스-프렐러 강의
학회에서 2년마다 열리는 이 강의는 1931년 찾스 프렐러(Charles Preller)의 유증으로 시작되었으며 그 자신과 그의 고인이 된 아내 라헬 스튜어트 브루스 (Rachel Steuart Bruce)의 이름을 따서 명명되었다. 이 강의는 항상 그런 것은 아니지만 일반적으로 에딘버러 왕립 학회나 런던 왕립 학회의 연구원에 의하여 이루어진다.

## 회장
역대 에딘버러 왕립학회 회장은 다음과 같다:
1. Henry Scott (1783–1812)
2. James Hall (1812–1820)
3. Walter Scott (1820–1832)
4. Thomas Makdougall Brisbane (1832–1860)
5. George Campbell (1860–1864)
6. David Brewster (1864–1868)
7. Robert Christison (1869–1873)
8. William Thomson (later Lord Kelvin) (1873–1878)
9. Philip Kelland (1878–1879)
10. James Moncreiff (1879–1884)
11. Thomas Stevenson (1884–1885)
12. William Thomson (later Lord Kelvin) (1886–1890)
13. Douglas Maclagan (1890–1895)
14. Lord Kelvin (1895–1907)
15. William Turner (1908–1913)
16. James Geikie (1913–1915)
17. John Horne (1915–1919)
18. Frederick Orpen Bower (1919–1924)
19. Alfred Ewing (1924–1929)
20. Edward Sharpey Schafer (1929–1934)
21. D'Arcy Wentworth Thompson (1934–1939)
22. Edmund Whittaker (1939–1944)
23. William Wright Smith (1944–1949)
24. James Kendall (1949–1954)
25. James Ritchie (1954–1958)
26. J. Norman Davidson (1958–1959)
27. Edmund Hirst (1959–1964)
28. J. Norman Davidson (1964–1967)
29. Norman Feather (1967–1970)
30. Maurice Yonge (1970–1973)
31. John Cameron (1973–1976)
32. Robert Allan Smith (1976–1979)
33. Kenneth Blaxter (1979–1982)
34. John Atwell (1982–1985)
35. Alwyn Williams (1985–1988)
36. Charles Kemball (1988–1991)
37. Alastair Currie (1991–1993)
38. Thomas L. Johnston (1993–1996)
39. Malcolm Jeeves (1996–1999)
40. William Stewart (1999–2002)
41. Stewart Sutherland (2002–2005)
42. Michael Atiyah (2005–2008)
43. David Wilson (2008–2011)
44. John Peebles Arbuthnott (2011–October 2014)
45. Jocelyn Bell Burnell (October 2014–April 2018)[20]
46. Anne Glover (April 2018–March 2021)[21][22][23]
47. John Ball (October 2021-present)[24]

## 같이 보기
- 제임스 스콧 상 강의직
- 왕립학회
- 영국 영 아카데미